# Intersport Heilbronn Open 1997
L'Intersport Heilbronn Open 1997 è stato un torneo di tennis facente parte della categoria ATP Challenger Series nell'ambito dell'ATP Challenger Series 1997. Il montepremi del torneo era di $100 000 e si è svolto nella settimana tra il 20 gennaio e il 26 gennaio 1997 su campi indoor in cemento. Il torneo si è giocato a Heilbronn in Germania.

## Vincitori

### Singolare
Henrik Holm ha sconfitto in finale  Hendrik Dreekmann con il punteggio di 6–3, 2–6, 6–0.

### Doppio
Olivier Delaître /  Stéphane Simian hanno sconfitto in finale  Patrick Baur /  Clinton Ferreira con il punteggio di 6–7, 6–3, 7–6.